# Sechspunkt-Diebskäfer
Der Sechspunkt-Diebskäfer (Ptinus sexpunctatus) ist ein Käfer aus der Familie der Nagekäfer. Die Gattung Ptinus ist in Europa mit sechs Untergattungen vertreten, Ptinus sexpunctatus wird zur Untergattung Gynopterus gerechnet, die in Europa mit neun Arten vertreten ist.
In der Roten Liste gefährdeter Tiere, Pflanzen und Pilze Deutschlands ist die Art als gefährdet (Kategorie 3) eingestuft.
| |                                                         |
| Abb. 1: Verschiedene Ansichten |                                                         |
| |                                                         |
| Abb. 2: weiße Flecke durch Schuppen auf den Flügeldecken | Abb. 3: Tarsen, rechts hin- teres, links mittleres Bein |
| |                                                         |
| Abb. 4: links Mundwerkzeuge des Käfers nach Curtis teilweise koloriert: 1 Oberlippe, 2 Oberkiefer, 3 Unterkiefer mit Kiefertaster (blau), 4 Unterlippe mit Lippentaster (grün) rechts: Fühler nach Curtis |                                                         |
| |                                                         |
| Abb. 5: links Larve, rechts Puppe der Untergattung |                                                         |
| |                                                         |
| Abb. 6: Kopf und Halsschild |                                                         |
| Abb. 7: Ausschnitt der Flügeldecke, links teilweise koloriert grün: Punktreihe, gelb: Reihe von Borstenhaaren blau: Flügeldeckennaht                                                                      |                                                         |

## Bemerkungen zu den Namen
Als Erstbeschreibung wird gelegentlich fälschlicherweise Panzer 1795 angegeben. Im Entomologischen Taschenbuch für das Jahr 1795 von Panzer – das Vorwort ist mit 1794 datiert – nennt sich Panzer bei der Beschreibung des Käfers gleich zwei Mal selbst als Erstbeschreiber. Die eine von ihm angegebene Stelle wird erst im Folgejahr 1796 veröffentlicht. Hier umfasst die Beschreibung des Käfers eine Farbtafel, die den Käfer in natürlicher Größe und vergrößert abbildet und mit Ptinus sexpunctatus Mihi unterzeichnet ist (lat. mihi – „mich, mein“: Panzer beansprucht die Autorenschaft des Käfers für sich). Der Farbtafel folgt eine kurze lateinische Beschreibung und einige deutsche Bemerkungen zum Käfer, darunter die Angabe zum Lebensraum in finstern staubichten Orten in alten Gebäuden sowie der Hinweis Panzers auf eine frühere Beschreibung des Käfers aus seiner Feder. Diese erste Beschreibung erschien 1789, ist in lateinischer Sprache gehalten und für die damalige Zeit relativ ausführlich.
Auf jeder Flügeldecke des Käfers erkennt man bei oberflächlicher Betrachtung zwei weiße Flecke, also insgesamt vier Flecke, was dem Artnamen sexpunctata (lat. „mit sechs Punkten“) zu widersprechen scheint. In Panzers Erstbeschreibung wird bezüglich der Flecke jedoch ausgeführt, solitario ad baseos marginem, et duobus versus apicem (mit einem einzelnen (Fleck) am Rand der Basis und zwei gegen das Ende (jeder Flügeldecke)). Reitter formuliert diesbezüglich mit zwei großen weiß beschuppten Querflecken, wobei der hintere gewöhnlich in zwei Makeln aufgelöst erscheint. Der deutsche Namensteil sechspunktig ist die Übertragung des lateinischen Artnamens sexpunctatus ins Deutsche. Panzer selbst nennt den Käfer Bohrkäfer mit sechs Punkten.
Die Gattung Ptīnus wurde bereits 1767 von Linné als 192. Gattung aufgestellt.  Aus der Beschreibung der Gattung geht nicht hervor, worauf sich der Gattungsname bezieht. Nach Schenkling ist er von altgr. πτηνός ptenós für „befiedert“ abgeleitet und dadurch begründet, dass der Käfer Ptilinus pectinicornis, der durch gefiederte Fühler auffällt, von Linné zur Gattung Ptinus gerechnet wurde.
Der Name der Untergattung Gynópterus ist nach Schenkling von altgr. γύνε gynē für „Weib“ und πτερόν pterón für „Flügel“ abgeleitet und bezieht sich darauf, dass sich die Flügeldecken bei Männchen und Weibchen unterscheiden. Dies gilt jedoch für den Sechspunkt-Diebskäfer nicht.
Die Artnamen basicornis (von lat. basālis – „durch die Basis ausgezeichnet“ und cornis – „Fühler“, für die an der Basis verdickten Fühler), dispar (von lat. díspar – „ungleich, verschieden“), gavoyi (nach dem Entomologen Louis Gavoy aus Carcassonne) und massiliensis (für eine bei Marseille (Massīlia) gefundene Variante), werden als Synonyme geführt.

## Eigenschaften des Käfers
Der Käfer wird 2,8 bis 4,2 Millimeter lang. Er ist dunkelbraun und trägt auf den Flügeldecken weiße Flecke. Fühler und Beine sind heller braun. Es kommen auch rotbraun gefärbte Tiere vor.
Der kurze Kopf ist nach unten geneigt. Er ist über den stark vorgewölbten Augen gemessen etwas schmaler als der Halsschild (Abb 6) und wird bei Störungen so getragen, dass er von oben gesehen unter dem Halsschild verborgen ist. Die Stirn ist dicht weiß beschuppt. Die elfgliedrigen Fühler sind fadenförmig. Sie sind behaart und nahe beieinander zwischen den Wangen eingelenkt. Sie sind beim Männchen etwa körperlang, beim Weibchen um ein Viertel kürzer, das achte bis zehnte Glied beim Männchen etwa dreimal so lang wie breit, beim Weibchen nur doppelt so lang wie breit. In beiden Geschlechtern ist das erste Fühlerglied gebogen und länger als das zweite. Die Form der einzelnen Fühlerglieder zeigt Abb. 4 rechts.
Die Oberlippe (Abb. 4, Fig. 1) ist breiter als lang und schließt vorn nur sehr schwach ausgerandet ab. Sie ist am Vorderrand und an den Seiten lang und zur Mitte gekrümmt behaart. Die kräftigen Oberkiefer (Mandibeln, Abb. 4, Fig. 2) sind außen behaart. Sie enden spitz, tragen am Innenrand in der oberen Hälfte ein Zähnchen und sind darunter am Innenrand sehr fein behaart. Die bei Insekten verbreitete Härtung der Mandibelspitze mit Metallen geschieht in der Gattung Ptinus durch Einlagerung von Zink.
Das letzte Glied des viergliedrigen Kiefertasters (Abb. 4, Fig. 3 blau getönt) ist so lang wie die drei vorhergehenden gemeinsam, in der Mitte verdickt und an der Spitze abgerundet. Das Endglied der kurzen dreigliedrigen Lippentaster (Abb. 4, Fig. 4 rechts grün getönt) ist birnenförmig.
Der Halsschild ist etwa gleich lang wie breit und überragt vorn den Kopf. Er trägt auf halber Höhe auf jeder Seite parallel zueinander zwei schwach ausgeprägte, längliche Höcker. Die schütteren aber kräftigen hellbraunen Borstenhaare betonen den Verlauf der Höcker und bilden an deren höchstem Punkt einen Wirbel oder Schopf. Vor der Basis ist der Halsschild ringförmig abgeschnürt, die Abschnürung ist nicht seitlich durch Längsschwielen unterbrochen (Abb. 5).
Das Schildchen ist gut sichtbar und erscheint auf Grund seiner Behaarung auffallend weiß.
Die Flügeldecken sind gemeinsam deutlich breiter als der Halsschild. Sie sind etwa doppelt so lang wie zusammen breit. Sie haben abgerundete, aber deutlich ausgebildete Schultern, die Seiten verlaufen hinter den Schultern annähernd parallel zueinander, im letzten Drittel enden die Flügeldecken gemeinsam abgerundet. Sie tragen stellenweise schmale, fast weiße elliptische Schuppen (Abb. 2). Diese bilden hinter den Schultern einen großen ausgefransten Fleck. Außerdem stehen sie nahe dem Ende der Flügeldecken dicht, wobei sie zwei getrennte kleinere nahe nebeneinander liegende Flecke bilden, die auch zu einem quer liegenden Band vereinigt sein können. Die Flügeldecken haben zehn Längsreihen aus großen, dicht stehenden, länglichen rechteckigen Punkten, deren Länge etwa gleich groß ist wie die Breite der zwischen den Punktstreifen liegenden Intervalle. Auf den Intervallen sitzt je eine Reihe mäßig langer, schräg nach hinten aufstehender hellbrauner Borstenhaare (Abb. 5).
Das Metasternum ist beim Männchen breiter als beim Weibchen, eine Mittellinie reicht von der Basis bis zur Mitte des Sternums, beim Weibchen ist diese Mittellinie nur im vorderen Drittel des Metasternums ausgebildet.
Die Beine sind lang und schlank, alle Tarsen sind fünfgliedrig. Das vierte Tarsenglied ist ansatzweise gelappt, oberseits ausgeschnitten und nicht schmäler als das dritte Glied (Abb. 3).

## Larve und Puppe

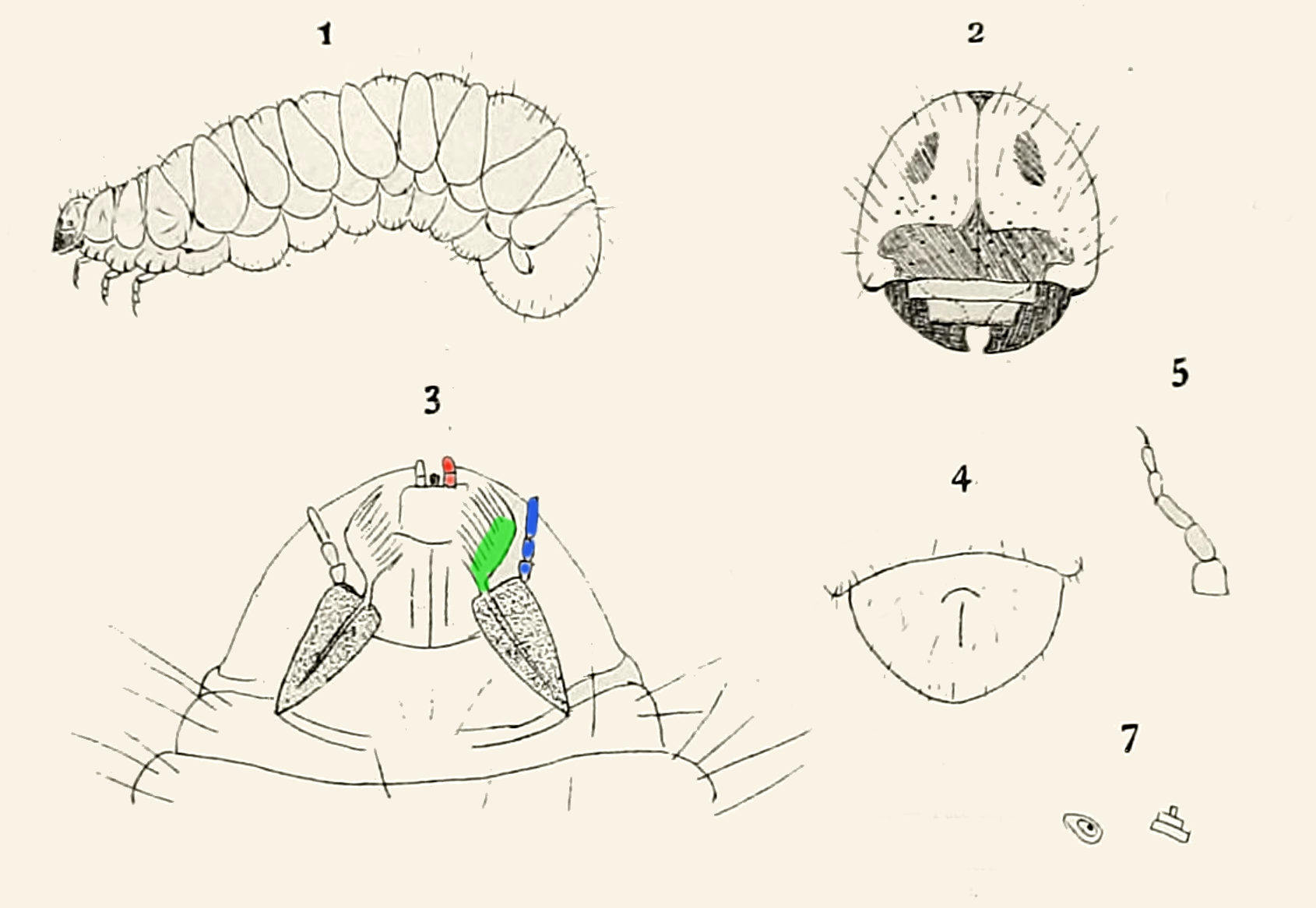
Abb. 8: Larve von Ptinus sexpunctatus nach Nicolas 1892
1 Seitenansicht; 2 Kopf von vorn; 3 Kopf von unten, teilweise koloriert:
grün: Lade des Unterkiefers, blau: Kiefertaster, rot: Lippentaster;
4 Analsegment von unten; 5 Bein; 7 Fühler, links von oben, rechts von der Seite;

Die weiche, fleischige, schmutzig weiße Larve wird im letzten Stadium bei normaler, gekrümmter Körperhaltung vier bis fünf Millimeter lang und einen guten Millimeter breit. Eine grobe Vorstellung vermittelt Abbildung 5 links. In gestrecktem Zustand wird die Larve etwas länger. Die Larve besteht aus dem Kopf und zwölf Segmenten, die durch Längs- und Querwülste unterteilt erscheinen (Abb. 8, Fig. 1). Mit Ausnahme des abgesetzten Kopfes verbreitert sich der Körper nach hinten ohne abrupte Änderung. Er ist dicht behaart. Die Unterseite ist abgeflacht, das Körperende stumpf abgerundet.
Der durch die Chitinisierung gelbliche Kopf (Abb. 8, Fig. 2 von vorn, Fig. 3 von unten) ist breiter als lang, wenig gewölbt, und endet vorn breit abgestutzt. Er trägt lange rote Haare. Auf dem Kopfskelett ist eine Mittellinie erkennbar, beiderseits davon verläuft ein charakteristischer großer oranger, länglicher Fleck. Die Mittellinie gabelt sich nach hinten undeutlich, die beiden Äste laufen über der Basis der Fühler aus.
Oberhalb der Mundöffnung liegt ein dunkel pigmentierter Bereich unter der Oberfläche, der nach Xambeu in zwei Flecke geteilt ist. Er ist auch durch die gelbliche Oberlippe hindurch sichtbar. Der Rand der Oberlippe ist dicht kurz rötlich bewimpert. Die kräftigen Oberkiefer (Abb. 8, in Fig. 2 tief dunkel) sind kurz, dreieckig und nach innen gebogen. Die Basis ist rötlich, die Spitze schwarz und stumpf zugespitzt. An der Außenseite der Oberkiefer befindet sich eine kleine längliche Grube, auf der Innenseite ein spitzer Zahn.
Die Unterkiefer sind fleischig, rötlich und behaart. Die Lade (Abb. 8, Fig. 3 grün) ist klein und nach innen mit Härchen gesäumt. Sie wird von dem dreigliedrigen, gelblichen Kiefertaster (Abb. 8, Fig. 3 blau) nur wenig überragt. Das Basisglied der Kiefertaster ist annähernd ringförmig, das zweite Glied etwas länger und gerader, das Endglied schlank, zugespitzt und leicht nach innen gekrümmt. Die zweigliedrigen Lippentaster (Abb. 8, Fig. 3 rot) sind sehr kurz, rötlich, und sitzen der behaarten gleichfarbigen fleischigen Unterlippe auf. Die sehr kurzen dreigliedrigen Fühler (Abb. 8, Fig. 7 links von oben, rechts von der Seite) entspringen hinter der Mitte der Basis der Oberkiefer und zeigen nach unten. Das Basisglied der weißlichen Fühler ist höckerartig, die beiden folgenden Glieder sind sehr klein und ausstülpbar. Nahe der unteren Ecke der Mandibelbasis befindet sich ein Einzelauge. Größe und Lage der einzelnen Teile des Kopfskeletts sind aus der Figur zwei und drei von Abbildung acht ersichtlich.
Der Hinterrand des Kopfes steckt im deutlich größeren ersten Körpersegment. Die ersten drei Körpersegmente (Brustsegmente) sind lang rötlich behaart, die folgenden Hinterleibssegmente tragen eine gleichfarbige, aber etwas spärlichere Behaarung, am Körperende wird die Behaarung wieder stärker. Die Brustsegmente tragen je ein Paar weit voneinander entfernt entspringender fünfgliedriger Beine. Diese (Abb. 8, Fig. 5) sind nur schwach ausgebildet und ebenfalls behaart. Sie enden in einer kurzen Klaue mit nach innen gekrümmter Spitze und einem Borstenhaar.
Die Körpersegmente sind nur auf der Unterseite deutlich getrennt. Oberseits sind sie mit Ausnahme der beiden letzten Segmente tief quer eingeschnitten, wodurch Querwülste entstehen, die sich an den Seiten nach unten ziehen. Die Einschnitte und Wülste sind nach hinten zunehmend schwächer ausgebildet, bei den Brustsegmenten dagegen besonders stark, beim ersten Segment verdeckt der hintere Wulst sogar im Rückenbereich den Quereinschnitt. Außerdem ist im hinteren Körperbereich seitlich unter den Querwülsten pro Segment ein länglicher Seitenwulst ausgebildet, der besonders am letzten Hinterleibssegment (Analsegment) stark ausgeprägt ist.
Die rundlichen Atemöffnungen (Stigmen) sind klein und gelb mit einem rötlichen Rand. Je ein Stigma auf jeder Seite liegt an den ersten acht Hinterleibssegmenten im ersten Drittel oberhalb des Seitenwulstes, ein weiteres Stigmenpaar befindet sich nahe der Trennungslinie zwischen dem ersten und zweiten Brustsegment unterhalb des Seitenwulstes.
Die Unterseite ist spärlich behaart und abgeflacht, die Trennung der einzelnen Segmente deutlich erkennbar. Das große Analsegment ist verbreitert und trägt eine geneigte längs verlaufende Analspalte. An deren Ende befindet sich ein hufeisenförmiger Fleck (Abb. 8, Fig. 4). Entlang der Seiten des Analsegments verläuft wie bereits erwähnt ein stark vorgewölbter Wulst, der eine wichtige Funktion bei der Fortbewegung ausübt.
Durch die Ausscheidung des Materials für den Kokon verliert die Larve an Volumen, die Puppe ist mit vier Millimetern Länge und 1,5 Millimetern Breite etwas kürzer und schlanker als die Larve. Ein ungefähres Bild der Ansicht der Unterseite der Puppe liefert Abbildung 5 rechts.

## Biologie
Man findet die wärmeliebenden Käfer an sehr verschiedenen Orten. Zum einen werden Funde im morschen Holz alter Laubbäume verschiedener Gattungen, vor allem in rotfaulen Stubben von Eichen, auch unter trockener Rinde oder im Moos an den Stämmen verschiedener Laubbäumen erwähnt. Aus Schweden werden auch Funde an Kiefern gemeldet. Laut Calwer findet man den Käfer unter Ahornrinde, in Kellern und alten Bienen- und Vogelnestern. An Vogelnestern werden besonders die Nester von Haussperling und Mehlschwalbe genannt. In einem Sitzungsbericht der französischen entomologischen Gesellschaft wird erklärt, warum und wie man den Käfer häufig in Sandgruben finden und sogar bei der Paarung beobachten kann. Häufig findet man die Imagines auch im Innern oder in der Nähe von Nestern von Hautflüglern. Insbesondere werden Mauerbienen (Osmia bicornis und andere Arten der Gattung Osmia sowie Chalicodoma muraria), Blattschneiderbienen der Gattung Megachile, Scherenbienen (Gattung Chelostoma) und Hoplitis adunca erwähnt. Nach Müller findet man den Käfer im Wachsgemülle abgestorbener Bienenstöcke oder ausgebrochener Wachstafeln, die man irgendwo im Bienenstande ungestört und lange liegen lässt, offenbar ist von der Honigbiene die Rede. Aus Spanien werden Wespennester, Bienenstöcke und Ameisenhaufen als Fundorte gemeldet. Besonders in den nördlichen Bereichen des Verbreitungsgebietes (England, Schweden) werden die Käfer nicht selten in Häusern angetroffen. Sie wurden auch in Mehl und Nebenprodukten der Mehlgewinnung gefunden.
Diese vielseitigen Habitate lassen sich dadurch erklären, dass sich der Käfer von Resten toter Insekten, aber auch Resten der Sammeltätigkeit von Bienen ernährt und die Larven sich vorwiegend in den Nestern von Hautflüglern entwickeln. Bezüglich der noch nicht endgültig geklärten Frage, ob die Larve dabei in gewissen Fällen die Bienennester schädigt, bemerkt Nicolas: Man sieht hier (bei Ptinus sexpunctatus) den dreisten Parasit, den frechen Hamsterer ersetzt durch einen renommierten Ökonom, einen fleißigen Nutzer ebenso wie einen klugen Rechner (von fr. on le voit l'audaxieux parasite, l'accapareur effronté est ici remplacé par un économiste renommé, c'est un usager laborieux autant que prudent calculateur). Nicolas bezieht sich darauf, dass im Unterschied zu einigen parasitisch auftretenden Käfern nach seinen Beobachtungen die Eier von Ptinus sexpunctatus nur in bereits verlassene Nester abgelegt werden und auch die Imagines lediglich an den Vorräten naschen. Dies erklärt auch, dass der eher verborgen lebende Käfer im Frühjahr, wenn er zur Eiablage die Behausungen von Bienen aufsucht, leichter gefunden werden kann.
Diese Meinung wird heute relativiert. Kugelkäfer (Ptinus sexpunctatus) treten gelegentlich in Nisthilfen von Mauerbienen auf. Sie legen ihre Eier vermutlich während der Verproviantierungsphase in die offenen Zellen. Die Käferlarven fressen an Pollen und Bienenkot, es konnte jedoch auch beobachtet werden, dass Bienen (ob Larven oder Imagines, tote oder lebende Exemplare bleibt unklar) gefressen wurden .... Da die Kugelkäfer nur selten auftreten und nicht zur Massenvermehrung neigen, sind sie keine große Gefahr für Mauerbienenzuchten. Dennoch sollten sie regelmäßig entfernt werden....Um die Nachkommen der Kugelkäfer zu vernichten, werden die Nisthilfen im Herbst geöffnet, intakte Bienenkokons werden entnommen und die Kugelkäferlarven mit dem anschließenden Säubern der Nisthilfen vernichtet.
Im Zusammenhang mit Parasiten von Osmia cornuta wird ebenfalls belegt, dass der Käfer zumindest auch bewohnte Brutzellen benutzt. Die Verschlussdeckel der Brutzellen werden entweder durch die schlüpfende Biene beschädigt, dann bleibt nur noch ein kleiner Kranz des Mörtels stehen. Oder die Beschädigung besteht in einem zentral gelegenen knapp zwei Millimeter großen Loch, das Ptinus sexpunctatus angelastet wird. Oder man findet peripher gelegene kleinere Löcher, die von Parasiten gebohrt werden.
Angesichts der verschiedenen Bienenarten, bei denen sich der Käfer als Kommensale einnistet, ist zu erwarten, dass er ein flexibles Verhalten zeigt. Nicolas schildert seine Beobachtungen im Zusammenhang mit der Mauerbiene Osmia cornuta, die bei der Entwicklung in Schilfhalmen bis zu 24 Brutzellen übereinander anlegt, jeweils durch eine Lehmschicht voneinander getrennt. Erst nachdem die fertig entwickelten Bienen das Schilfröhrchen verlassen haben, indem sie sukzessiv die Zwischenwände durchnagt haben, dringen die weiblichen Käfer ein und legen ihre Eier ab. Die Larven ernähren sich von den Resten, die sie in den Brutzellen vorfinden. Dies sind in erster Linie die Reste der Nahrung, die von der Biene für die Entwicklung ihrer Larve bereitgestellt wurde, zum anderen die Häutungsreste und die Exkremente der Bienenlarve. Zur Verpuppung nagen die Käferlarven eine flache Kuhle in die Innenwand des Schilfrohrs, das dabei anfallende Genagsel kleben sie mit Erbrochenem als Gewölbe über die Kuhle. So entsteht ein leicht gekrümmtes Gehäuse, vier bis fünf Millimeter lang und an der breitesten Stelle drei Millimeter dick. Nicolas beschreibt den Kokon dichterisch: Er ist ein von einem Gewölbe überspannter Graben, gebaut mit verklebtem Material, das die Larve darunter ausgehoben hat. Das Häuschen erhebt sich da, wo die Steine gebrochen wurden, an der Stelle der Gewinnung, die gröbsten Bruchstücke außen, das Innere ist ausgekleidet. Es ist nicht so, dass die Larve dabei große Kunstfertigkeit an den Tag legt, das Innere der Wiege ist sehr rau, manchmal uneben. Die weiße Seide, die es auskleidet, schlecht aufbereitet, wenig gleichförmig verteilt. Es ist ein unregelmäßig aufgetragener Verputz, der die Mauern überzieht, die Planung lässt viel zu wünschen übrig. Aber die kluge Art, die die Larve zeigt, indem sie verwendet, was ihr zur Verfügung steht, kann sehr wohl als Vorteil die kleinen Nachteile in der Architektur aufwiegen (etwas gekürzt aus dem Französischen). In dem so gebildeten eiförmigen Kokon findet die Verwandlung bis zum fertigen Insekt statt. Nach der Aushärtung beißt die Imago ein rundes Loch in eine Kappe des Kokons. Bereits Mitte März zeigen sich die ersten Käfer, im April haben alle den Kokon verlassen. In der Natur fand Nicolas durchschnittlich sechs Käfer pro geöffnetem, zuvor von der Biene zur Fortpflanzung benutztem Schilfrohr. Bei Zuchten fand er bis zu vier Eiern des Käfers in den einzelnen verlassenen Brutzellen.
Um die Flexibilität des Verhaltens beim Bau des Kokons zu untersuchen, brachte Nicolas im April erwachsene Käfer in ein sauberes Glas und stellte ihnen als Nahrung ausschließlich reichlich Pollenkuchen aus Brutzellen der Biene zur Verfügung. Die Käfer verzehrten ohne Hast die angebotene Nahrung. Der Kot wurde in langen, dünnen, goldfarbenen Fäden abgesetzt, die nach einiger Zeit den gesamten Glasboden bedeckten. Mitte August befanden sich auf dem Glasboden unter dem Kot zahlreiche Larven, die von den fadenförmigen Exkrementen und Bruchstücken der inzwischen teilweise verstorbenen Imagines bedeckt waren. Im September fand man die ersten Puppen, und nach zwei Wochen hatte sich die Mehrzahl verpuppt und es waren auch schon einige Imagines geschlüpft. Aber auch noch Ende Mai des folgenden Jahres waren Larven und Puppen vorhanden. Zur Fertigung der Puppenwiegen stand den Larven kein Pflanzenmaterial zur Verfügung, sie bauten die Kokons aus den Exkrementen der Larven und der Imagines sowie Resten der toten adulten Tiere. Die gröbsten Stücke lagen außerhalb, geschickt eingebaut aber nicht kaschiert. Im Innern des Kokons liefern die kleineren Bruchstücke und feiner Staub das Material, das die Larven mit Erbrochenem zusammenkleben. Die so gefertigten Puppenwiegen hatten die gleiche Form wie die in den Schilfrohren, aber im Glas standen sie jeweils zu mehreren, die sich aneinander anlehnten und gegenseitig stützten, zusammen.
Nach Xambeu erfolgt die Verpuppung Mitte bis Ende Juli. Dazu zieht sich die Larve an einen geeigneten Ort zurück. In Mauerbienennestern kriecht sie an den Boden einer Brutzelle und häuft Detritus um sich an. Dann würgt die Larve lange und flache Bänder einer grauen Substanz aus, die an der Luft erhärtet. Mit Hilfe der Beine und des Kopfes verklebt sie mit den Bändern den umliegenden Detritus so, dass ein Kokon entsteht. Das Puppenstadium dauert etwa einen Monat von Ende Juli bis Ende August.
In hölzernen Nisthilfen für Mauerbienen wird die Wand der Nisthilfe angenagt, bis eine Höhlung entstanden ist, die den Käfer schützt.
Versuche zeigen, dass die Aufzucht auch mit einem Abfallprodukt der Herstellung von Weizenmehl (wheatfeed) möglich ist. Dabei wurden auch die stark schwankenden Zeitspannen für die Entwicklung bestätigt. Es wurde gezeigt, dass bei niederen Temperaturen im Kokon vor der Verpuppung eine Diapause von bis zu 103 Tagen eingelegt werden kann, auch nach dem Abstreifen der Puppenhülle verbleibt der Käfer längere Zeit im Kokon. In Versuchsreihen wurde ermittelt, dass bei 70 % Luftfeuchtigkeit und verschiedenen Temperaturen die optimale Temperatur für eine schnelle Entwicklung etwas unter der höchsten getesteten Temperatur von 30 °C liegt. Unter diesen Bedingungen vollendet der Käfer seine Entwicklung innerhalb von knapp 111 Tagen. Im Schnitt dauerte bei 30 °C die Zeit von der Eiablage bis zum Schlüpfen aus dem Ei etwa 8 Tage, die verschiedenen Larvenstadien gemeinsam insgesamt etwa 35 Tage und das Puppenstadium etwa 7 Tage, bis zum Verlassen der Puppenwiege verstrichen weitere 71 Tage. In dieser Zeit erreichen die Tiere auch ihre Geschlechtsreife. Bei 20 °C betrugen die entsprechenden Werte 17, 57, 16 Tage (ohne Diapausen) und 103 Tage, aber bei der niederen Temperatur war auch die Mortalität geringer. Bei 30 °C wurde der Schlüpfvorgang aus dem Ei – anders als bei Ptinus fur – nicht unterbunden. Es werden drei, möglicherweise ausnahmsweise auch vier Larvenstadien durchlaufen. Auch mit Fischmehl als Futter gelangen einige Aufzuchten, jedoch war die Sterblichkeit höher und die Entwicklungszeiten bei 20 °C waren deutlich länger, teilweise lagen sie über 400 Tage. Die resultierenden Käfer waren etwas schwerer als die, die aus der Aufzucht mit wheatfeed hervorgingen.
Die Imagines können mehrere Monate lang leben, auch überwintern, benötigen aber Nahrung und Wasser. Die Anzahl der abgelegten Eier hängt von der Temperatur ab. Bei 23 °C liegt sie durchschnittlich bei etwas über 21 Eiern pro Weibchen. Die Eiablage erstreckt sich über mehrere Monate mit einem deutlichen Maximum etwa drei Wochen nach dem Verlassen des Kokons.
Zur Fortbewegung stemmt die Larve die seitlichen Wülste des letzten Körpersegments gegen die Umgebung, streckt den Körper und hakt sich mit den Beinen am neuen Standort an. Danach lösen sich die Wülste durch Kontraktion, und mit der Einnahme der gekrümmten Körperhaltung wird der Hinterleib in Richtung auf die vorgestreckten Beine weiterbewegt.

## Vorkommen
Die Art kommt ursprünglich in Süd-, Mittel- und dem südlichen Nordeuropa vor. Nach Osten ist sie bis zum Kaukasus verbreitet. Sie scheint aber in Ausbreitung begriffen. Beispielsweise fehlt der Käfer laut Fauna Europaea in Estland, ist aber inzwischen auch dort gefunden worden. In Schweden wurde die Einstufung der Art auf der Roten Liste bezüglich der Gefährdung geändert, weil der Käfer inzwischen häufiger gefunden wird. Der Käfer wurde nach Nordamerika eingeschleppt. Auch in China wurde er gefunden, eine zukünftige kosmopolitische Verbreitung ist nicht ausgeschlossen.